# 12152 Аратус
12152 Ара́тус (1287 T-1, 1981 EQ22, 12152 Aratus) — астероїд головного поясу.
Тіссеранів параметр щодо Юпітера — 3,635.